# وي بويانغ
وي بويانغ (بالصينية التقليدية: 魏伯陽، وبالصينية المبسطة: 魏伯阳) هو كاتب وخيميائي صيني اشتهر في عصر سلالة هان الشرقية. ألّف كتاب "نسب الثلاثة"، ويُعرف بأنه أول من دوّن التركيب الكيميائي للبارود في سنة 142 ميلادية.